# Ambiwalencja
Ambiwalencja (intencjonalność dwuwartościowa, od łac. ambo – obaj + valens, valentis – mocny, skuteczny) – postawa charakteryzująca się jednoczesnym występowaniem pozytywnego jak i negatywnego nastawienia do obiektu (np. ciekawość i strach dziecka wobec pojawiającej się w otoczeniu nowej osoby; jednoczesne uczucie miłości do rodzica oraz nienawiści za np. fizyczne znęcanie się), głoszeniem całkowicie sprzecznych stwierdzeń (ambisentencja) lub wykonywaniem sprzecznych ze sobą czynności (ambitendencja) bez świadomości ich sprzecznego charakteru. Stanowi jeden z głównych objawów dezintegracji psychicznej w schizofrenii. Termin wprowadził do psychiatrii Eugen Bleuler w 1911 roku.